# Psammophis jallae
Psammophis jallae är en ormart som beskrevs av Peracca 1896. Psammophis jallae ingår i släktet Psammophis och familjen snokar. Inga underarter finns listade i Catalogue of Life.
Denna orm förekommer i Afrika från Angola, södra Zambia och Zimbabwe till centrala Namibia, Botswana och nordöstra Sydafrika. Arten lever i kulliga områden och i bergstrakter mellan 700 och 1500 meter över havet. Den vistas i savanner och i andra gräsmarker. Födan utgörs främst av ödlor. Honor lägger ägg.
Beståndet hotas regionalt av savannens omvandling till jordbruksmark. Hela populationen antas vara stor. IUCN listar arten som livskraftig (LC).